# 야마나 스케토요
야마나 스케토요(山名祐豊)는 센고쿠 시대의 무장, 다이묘이다. 다지마노슈고.

## 같이 보기
- 잇시키 요시미치

| 전임 야마나 노부토요 | 야마나 씨 당주 1528년 ~ 1580년 | 후임 야마나 아키히로 |